# Anja Klinkowski
Anja Klinkowski (Lebensdaten unbekannt) ist eine ehemalige deutsche Fußballspielerin. 

## Karriere
Klinkowski erreichte mit dem KBC Duisburg das Finale um die Deutsche Fußballmeisterschaft 1985. Die Partie im Stadion an der Westender Straße gegen den FC Bayern München gewann ihre Mannschaft durch ihr in der 76. Minute erzieltes Tor, nachdem sie in der 62. Minute für Andrea Limper eingewechselt worden war. Einen Monat zuvor hatte Duisburg auch im DFB-Pokalfinale gestanden, hierbei kam sie allerdings nicht zum Einsatz.

## Erfolge
- Deutscher Meister 1985